# نورالدین‌آباد (ارومیه)
نورالدین‌آباد (ارومیه)، روستایی از توابع بخش انزل شهرستان ارومیه در استان آذربایجان غربی ایران است.

## جمعیت
این روستا در دهستان انزل جنوبی قرار دارد و براساس سرشماری مرکز آمار ایران در سال ۱۳۸۵، جمعیت آن ۱۴۰ نفر (۲۵خانوار) بوده‌است.